# Sam Behrens
Sam Behrens, född 24 juli 1950 i Brooklyn, New York, är en amerikansk skådespelare. 
Behrens blev scenskådespelare och var med i bland annat Grease på Broadway. Han fick sitt genombrott i TV-serien General Hospital. Han har sedan dess spelat i en del olika serier och filmer. 
Under inspelningen av filmen Murder by Numbers träffade han sin blivande fru Shari Belafonte som han gifte sig med den 31 december 1989. De bor nu tillsammans i San Fernando Valley.  
I Sunset Beach spelar han advokaten Gregory Richards som hatar sin svärson men älskar sin dotter.